# 理科教室小学校4年生
『理科教室 小学校4年生』（りかきょうしつ しょうがっこうよねんせい）は、NHK教育テレビジョンで1960年4月4日から1990年3月12日まで放送されていた小学校4年生向けの学校放送（教科 : 理科）である。NHK総合テレビジョンでも1960年4月12日から同年7月19日まで放送されていた。

## 概要
放送ライブラリーでは1960年7月12日放送分が公開。
1969年4月からはカラー放送を実施。

## 放送時間
いずれも日本標準時、別の時間帯での再放送あり。また、学校が長期休暇に入る時期には放送時間を変更していた。
| 期間                          | 放送時間                                                                    |
| ----------------------------- | --------------------------------------------------------------------------- |
| 1960年4月4日                  | 月曜日 10:00 - 10:20 初回のみこの時間帯で本放送。これ以後は再放送枠となる。 |
| 1960年4月5日 - 1961年3月14日  | 火曜日 11:15 - 11:35                                                        |
| 1961年4月12日 - 1964年3月18日 | 水曜日 11:35 - 11:55                                                        |
| 1964年4月8日 - 1980年3月19日  | 水曜日 13:20 - 13:40                                                        |
| 1980年4月9日 - 1985年3月13日  | 水曜日 10:15 - 10:30 移動とともに放送枠が5分縮小。                          |
| 1985年4月8日 - 1990年3月12日  | 月曜日 10:45 - 11:00 1990年3月19日の再放送もこの時間帯で実施。              |

## キャスト

### 先生
- 荻須正義（1960年度 - 1961年度）
- 清水堯（1960年度 - 1975年度）
- 坂井正久[1]
- 杉田真（1962年度 - 1963年度）
- 大島正義（1964年度 - 1975年度）
- 増田耕一（1965年度）
- 福田睦男（1976年度 - 1984年度）
- 金子美智雄（1976年度 - 1989年度）[3]
- 塚本哲也（1985年度 - 1989年度）

### お兄さん
- 田中俊文（1965年度）
- 小林淳一（1966年度）
- 鳥谷克幸（1967年度）
- ムロさん - 羽室満（1985年度 - 1986年度）[3][4]
- ロングさん - 佐々木睦（1987年度 - 1989年度）

### お姉さん
- 牧野敏子（1965年度）
- 北條文栄（1966年度 - 1967年度）

### キャラクター
- エンピツ君[1]
- カメラ君[1]
- コスモ（1985年度 - 1989年度）[5][3][4]
  - 声 - 白石冬美[3]

ムロさん・ロングさんと一緒に理科の勉強をしていたロボット。教育番組らしくない毒舌キャラクターでムロさん・ロングさんを困らせることも珍しくなかった。名前は公募で選ばれた。

### ナレーション
- 田中真弓（1984年度）[6]
- 鶴ひろみ（1984年度）

## スタッフ
- 音楽 - 服部公一[1]→小寺久美子
- 脚色 - 小国伝蔵[1]
- 人形 - 劇団プーク[1]
- 絵・工作品 - 宮坂浩
- 構成 - 小西聖一